# Karl-Erik Nilsson (lottatore)
Karl-Erik Nilsson (Stehag, 4 gennaio 1922 – Malmö, 14 dicembre 2017) è stato un lottatore svedese, specializzato nella lotta greco-romana, vincitore di tre medaglie (di cui una d'oro) ai Giochi olimpici.

## Palmarès
- Giochi olimpici

Londra 1948: oro nei Pesi medio-massimi.
Helsinki 1952: bronzo nei pesi medio-massimi.
Melbourne 1956: bronzo nei pesi medio-massimi.
- Mondiali

Karlsruhe 1955: bronzo nei pesi medio-massimi.